# Galiza Nova
Galiza Nova (en español: Galicia Joven) es la organización juvenil del Bloque Nacionalista Galego (BNG). Fue creada en el año 1988. Es miembro de la EFAY, juventudes de la Alianza Libre Europea.

## Principios políticos e ideológicos
En sus estatutos se reconoce como función básica "la organización y movilización de la juventud de cara a conseguir la liberación nacional de Galicia y la transformación de la sociedad actual". Los miembros de Galiza Nova son jóvenes que asumen el ideario del Bloque Nacionalista Galego y que comparten sus objetivos. Uno de dichos objetivos es la promoción de la lengua gallega y por ello los miembros de esta organización tienen, entre las obligaciones que asumen por su pertenencia, la de emplear el gallego.
Definen como objetivos políticos la "liberación nacional y la transformación de la sociedad (sin explotación nacional, de clase o género; y desmilitarizada)".
Asumiendo los principios ideológicos del BNG, defienden que Galicia es una nación y tiene derecho a su autodeterminación política que se concrete en una alternativa de soberanía nacional. Defienden la democracia, el antimonopolismo, la autoorganización y el antiimperialismo. Consideran que Galicia está sometida a unas relaciones de dependencia colonial con España y que su actividad política se encaminará a romper esa dependencia. Están a favor de la paz mundial y el desarme.
Son contrarios a la OTAN y a la concepción actual de la UE. Consideran que esta Unión Europea "no es deseable, ni coherente, ni justamente posible" decantándose hacia una Europa de los pueblos en lugar de una Europa de los Estados.

## Historia
Aunque era estatutariamente una organización independiente, pronto comenzó a funcionar como organización juvenil del BNG, hasta que en la II Asamblea (Santiago de Compostela, 1990) se aprobó el ingreso en el BNG. En la actualidad muestra una estructura interna idéntica a la del BNG.
Fueron contrarios a la ratificación de la Constitución Europea, a la Ley Orgánica de Universidades y a la Ley Orgánica de Educación, a la guerra de Irak, a la celebración de un Consejo de Ministros en La Coruña (durante la crisis originada por el hundimiento del Prestige), a la celebración del desfile militar del Día de las Fuerzas Armadas en la misma ciudad y recientemente mostraron su apoyo a Hugo Chávez y Fidel Castro con el lema "Sólo vencen los pueblos que luchan. Galicia con la revolución".

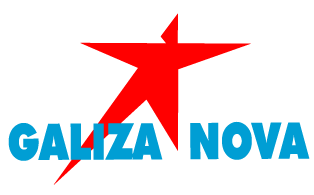
Logo utilizado por la organización hasta el 2024.

## Estructura interna
Galiza Nova es una organización asamblearia estructurada en agrupaciones locales y comarcales.
El órgano máximo es la Asamblea Nacional, de la que forman parte todos los militantes y que escoge a la mitad de la Dirección Nacional, con un reparto proporcional en caso de que concurran varias candidaturas. La persona que ocupa la cabeza de la lista más votada es elegida automáticamente para la secretaría general de Galiza Nova. El resto de la Dirección Nacional corresponde a la representación de las comarcas, que envían a un representante cada una, correspondiendo en principio esta representación a la persona que ocupe el cargo de responsable comarcal.
En su primera reunión, la Dirección Nacional escoge a su Comisión Permanente a propuesta de la Secretaría General. Esta Comisión Permanente es el organismo ejecutivo colegiado encargado del funcionamiento cotidiano de Galiza Nova. Entre sus miembros necesariamente deben estar las personas que ocupen las responsabilidades de Organización, Finanzas, Comunicación, Relaciones Internacionales, Política Institucional, etc. Además puede haber otras responsabilidades sectoriales en el seno de la Dirección Nacional que no se inserten en esta Comisión Permanente.
El funcionamiento de la Dirección Nacional se completa con la existencia de comisiones, que pueden ser permanentes y de existencia obligatoria, o temporales creadas por acuerdo de la Dirección Nacional según se desprende de los Estatutos. Para la elección de los cargos y organismos a nivel comarcal y local se sigue el mismo esquema.
Hasta 2012 existían en Galiza Nova las siguientes corrientes, pues no se reconoce en los estatutos la existencia de organizaciones internas:
- Unión da Mocidade Galega (UMG), juventudes de UPG y organización mayoritaria.
- Isca!, vinculada al Movemento Galego ao Socialismo, segunda formación en importancia desde la Asamblea Nacional de 2009.

## Secretarios generales
| Período   | Secretario General  |
| --------- | ------------------- |
| 1988-1990 | Catuxo Álvarez      |
| 1990-1992 | Manuel Antelo       |
| 1992-1996 | Bieito Lobeira      |
| 1996-2000 | Martiño Santos      |
| 2000-2004 | Rubén Cela          |
| 2004-2007 | Xosé Emílio Vicente |
| 2007-2012 | Iria Aboi           |
| 2012-2016 | Alberte Mera        |
| 2016-2019 | Alberte Fernández   |
| 2019-2021 | Paulo Ríos Santomé  |
| 2021-     | Marta Gómez Martín  |